# Michiganská státní univerzita
Michiganská státní univerzita (Michigan State University, MSU) je veřejná výzkumná univerzita v East Lansingu v Michiganu. Byla založena v roce 1855 a původně se zaměřovala na zemědělství. Dnes je její program studia v zahraničí největší ze všech amerických univerzit s jedním kampusem – nabízí více než 200 programů studia ve více než 60 zemí na všech kontinentech, a to včetně Antarktidy. Je to devátá největší univerzita ve Spojených státech, studuje na ní 47 131 studentů.
Univerzitní kampus je velký 21 km² a je na něm rozmístěno 556 budov. Mezi nejznámější absolventy patří např. Alfred Hershey, Liberty Hyde Bailey, James Caan, Timothy Zahn, Dee Dee Bridgewater, Kelly Miller, Rod Brind'Amour, Russell Kirk a Jose Llera.